# Shoper
Shoper – gotowe oprogramowanie dla sklepu internetowego, dostarczane sprzedawcom działającym w branży e-commerce przez firmę Shoper S.A.
Oprogramowanie Shoper obsługuje cały proces zakupowy: od przyjęcia zamówienia, przez jego wysyłkę, aż do ostatniego etapu rozliczenia księgowo-magazynowego. Wraz z oprogramowaniem dostarczane są narzędzia do promocji sklepu, opcje personalizacji oraz zapewnione jest bezpieczeństwo danych. Administrowanie sklepem nie wymaga znajomości kodu HTML.

## Historia
Shoper wystartował w 2005 roku, kiedy założyciele Shoper (wcześniej Devarea S.C.): Krzysztof Krawczyk i Rafał Krawczyk zdecydowali się na rozpoczęcie sprzedaży oprogramowania do prowadzenia sklepów internetowych innym firmom. Od 2011 roku spółka zajmującą się rozwojem Shopera nazywa się Dreamcommerce S.A.
W pierwotnym założeniu, Shoper był tzw. wersją pudełkową oprogramowania z możliwością wprowadzania modyfikacji. Początkowo klienci kupowali licencję w wersji wieczystej, gdzie pliki sklepu mogli zainstalować na swoich serwerach (hostingach). Postępujące problemy związane z automatyczną aktualizacją sklepów, w których wprowadzano indywidualne zmiany, wymusiła na twórcach oprogramowania zastosowanie nowych rozwiązań.
W 2010 roku została opublikowana wersja 5.0 sklepu Shoper, przygotowana pod platformę SaaS (Software as a Service), czyli oprogramowania w formie abonamentowej. W sierpniu 2020 roku, Shoper działa już w wersji 5.4.12, oferującej m.in. panel administracyjny w technologii RWD (polski i anglojęzyczny), wewnętrzny system płatności, integracje z Facebookiem (Shoper posiada status Facebook Marketing Partner), Allegro, Ceneo, kurierami oraz katalog gotowych szablonów graficznych.
W listopadzie 2014 roku z oprogramowania Shoper korzystało 10 tysięcy firm. W lutym 2020 r. z tego oprogramowania korzysta ponad 13 tys. sklepów internetowych. W 2021 roku Shoper przejął bazę klientów Shoplo, migrując wszystkich klientów i zwiększając ich liczbę klientów do ponad 20 tysięcy.
W maju 2022 roku do spółki Shoper dołączyła agencja SEO SEM Sempire. W tym samym czasie firma Shoper przejęła również agencję Selium zajmującą się sprzedażą wielokanałową oraz międzynarodową.
W marcu 2024 roku Shoper przejął całość udziału firmy Apilo.

## Charakterystyka
Shoper dostępny jest jako usługa typu SaaS. Oprogramowanie posiada ponad 250 funkcji do zarządzania e-biznesem, w tym panel administracyjny w technologii RWD dopasowujący się do ekranu komputera, tabletu oraz telefonu komórkowego, a także katalog gotowych szablonów graficznych. Shoper posiada wewnętrzny system płatności elektronicznych (obejmujący przelewy bankowe, karty oraz płatności BLiK czy Google Pay), jest zintegrowany z serwisami Allegro, Facebook, Ceneo, serwisami ERP, systemami płatności internetowych (m.in. PayPal, DotPay i PayU) oraz firmami kurierskimi (InPost, Apaczka) i Pocztą Polską. Wśród jego funkcjonalności są również: program lojalnościowy, mechanizm automatycznych powiadomień mailowych, aplikacja na smartfony z monitoringiem sklepu przez całą dobę, obsługa fragmentów rozszerzonych (Google Rich Snippets), wsparcie dla e-mail marketingu i SEO. Hosting prowadzony jest na serwerach w Polsce, które spełniają wymogi Generalnego Inspektora Ochrony Danych Osobowych. Możliwości oprogramowania można sprawdzić podczas 14-dniowego okresu próbnego.

## Nagrody i wyróżnienia
- Nagroda Ekomers dla Najlepszej Platformy Sklepowej – 2012, 2013, 2014 rok[18]
- Dobra Marka 2014[19]
- Najlepiej Oceniana Platforma E-commerce 2012[20]